# John Polidori
John William Polidori (7. září 1795 Londýn – 24. srpna 1821, Londýn) byl anglický spisovatel a také osobní lékař a průvodce na cestách Lorda Byrona.

## Život
John Polidori se narodil roku 1795 jako nejstarší syn italského emigranta Gaetano Polidoriho a anglické guvernantky Anny Marie Piercové. Od roku 1810 studoval na Edinburské univerzitě, v necelých 20 letech obdržel titul doktora medicíny a v roce 1816 se stal osobním lékařem, v té době už známého, lorda Byrona. Polidori doprovázel Byrona na mnohých cestách po evropském kontinentě. Kolovaly také dohady, že by Polidori mohl být Byronovým milencem.
Na jaře roku 1819 publikoval Polidori své nejznámější dílo, povídku The Vampyre (Upír), která má kořeny v setkání Polidoriho, Byrona, Mary Shelleyové a Percy Bysshe Shelleyho v létě 1816 ve Švýcarsku, kde všichni soupeřili o napsání nejlepší "duchařské" povídky. Tímto počinem se Polidori nestal jen prvním autorem ve světové literatuře píšícím o upírovi, ale zároveň v postavě svého lorda Ruthvena prakticky vytvořil model moderního upíra. Tímto dílem je hororový žánr ovlivňován až do dneška, důkazem toho je upír – gentleman Anne Riceové.
Polidori zemřel za záhadných okolností 24. srpna 1821. Pravděpodobně spáchal sebevraždu.
Polidori je objektem románů i v současnosti například: Der kalte Sommer des Doktor Polidori (Chladné léto doktora Polidoriho) od Reinharda Kaisera, Der Vampir od Toma Hollanda a Lord Byrons Schatten (Stín lorda Byrona) od Federico Andahaziho.

## Dílo
- Ernestus Berchtold. The modern Oedipus. Longman & Brown, London 1819.
- Upír. 1819
- The Fall of the Angels. A sacred poem. Warren Books, London 1821.